# نییرکرچ
نییرکِرچ (به مجاری:  Nyírkércs) یک شهرداری در مجارستان است که در سابولچ-ساتمار-برگ واقع شده‌است. نییرکرچ ۱۴٫۳ کیلومتر مربع مساحت و ۸۰۷ نفر جمعیت دارد.